# Sergio Vazzoler
Sergio Vazzoler (Monastier di Treviso, 8 settembre 1940) è un politico italiano.

## Biografia
Laureato in ingegneria elettronica a Padova, è stato ricercatore del CNR dal 1969 al 2002. Esponente di spicco del Partito Socialista Italiano veneto, è stato consigliere comunale a Venezia dal 1980 al 2005, Assessore Comunale ai Trasporti e Servizi Pubblici dal 1980 al 1987 e all'Edilizia Privata dal 1989 al 1990 e deputato dal 1987 al 1992 nella X legislatura. Infine è stato anche segretario regionale dei Socialisti Democratici Italiani e membro della Direzione Nazionale.